# Boothbay Harbor
Boothbay Harbor ist eine Town im Lincoln County des Bundesstaates Maine in den Vereinigten Staaten. Im Jahr 2020 lebten dort 2027 Einwohner in 2207 Haushalten auf einer Fläche von 23,88 km².

## Geographie
Nach dem United States Census Bureau hat Boothbay Harbor eine Gesamtfläche von 23,88 km², von der 14,76 km² Land sind und 9,12 km² aus Gewässern bestehen.

### Geografische Lage
Boothbay Harbor liegt im Südwesten des Lincoln Countys auf einer Halbinsel an der Linekin Bay des Atlantischen Ozeans. Zum Gebiet der Town gehören auch mehrere Inseln. Die bekannteren sind: Isle of Springs, Thirty Acre Island und Indiantown Island. Im Westen grenzt das Sagadahoc County an. Im Nordosten liegt das Schutzgebiet Lobster Cove Preserve und im Nordwesten das Schutzgebiet Penny Lake Preserve. Im Hafen von Boothbay Harbor legt die Fähre nach Squirrel Island ab. Die Oberfläche ist eben, ohne nennenswerte Erhebungen.

### Nachbargemeinden
Alle Entfernungen sind als Luftlinien zwischen den offiziellen Koordinaten der Orte aus der Volkszählung 2010 angegeben.
- Norden: Boothbay, 6,9 km
- Osten: South Bristol, 7,7 km
- Süden: Southport, 4,7 km
- Südwesten: Georgetown, Sagadahoc County, 18,6 km
- Nordwesten: Westport Island, 8,3 km

### Stadtgliederung
In Boothbay Harbor gibt es mehrere Siedlungsgebiete: Bayville, Boothbay Harbor, Haley, McKown Point und Spruce Point.

### Klima
Die mittlere Durchschnittstemperatur in Boothbay Harbor liegt zwischen −6,8 °C (20 °Fahrenheit) im Januar und 20,6 °C (69 °Fahrenheit) im Juli. Damit ist der Ort gegenüber dem langjährigen Mittel der USA um etwa 6 Grad kühler. Die Schneefälle zwischen Oktober und Mai liegen mit bis zu zweieinhalb Metern mehr als doppelt so hoch wie die mittlere Schneehöhe in den USA; die tägliche Sonnenscheindauer liegt am unteren Rand des Wertespektrums der USA.

## Geschichte
Boothbay Harbor gehörte bis zur eigenständigen Organisation als Town am 16. Februar 1889 zum Gebiet der Town Boothbay. Erste europäische Siedler und Fischer ließen sich Anfang des 17. Jahrhunderts in der Region nieder. Inzwischen ist die Wirtschaft auf Tourismus eingestellt. In Boothbay Harbor legen Boote zur Walbeobachtung ab, auch wird der natürliche Hafen als Segelgebiet genutzt.

### Einwohnerentwicklung
| Volkszählungsergebnisse – Town of Boothbay Harbor, Maine | Volkszählungsergebnisse – Town of Boothbay Harbor, Maine | Volkszählungsergebnisse – Town of Boothbay Harbor, Maine | Volkszählungsergebnisse – Town of Boothbay Harbor, Maine | Volkszählungsergebnisse – Town of Boothbay Harbor, Maine | Volkszählungsergebnisse – Town of Boothbay Harbor, Maine | Volkszählungsergebnisse – Town of Boothbay Harbor, Maine | Volkszählungsergebnisse – Town of Boothbay Harbor, Maine | Volkszählungsergebnisse – Town of Boothbay Harbor, Maine | Volkszählungsergebnisse – Town of Boothbay Harbor, Maine | Volkszählungsergebnisse – Town of Boothbay Harbor, Maine |
| Jahr                                                     | 1800                                                     | 1810                                                     | 1820                                                     | 1830                                                     | 1840                                                     | 1850                                                     | 1860                                                     | 1870                                                     | 1880                                                     | 1890                                                     |
| -------------------------------------------------------- | -------------------------------------------------------- | -------------------------------------------------------- | -------------------------------------------------------- | -------------------------------------------------------- | -------------------------------------------------------- | -------------------------------------------------------- | -------------------------------------------------------- | -------------------------------------------------------- | -------------------------------------------------------- | -------------------------------------------------------- |
| Einwohner                                                |                                                          |                                                          |                                                          |                                                          |                                                          |                                                          |                                                          |                                                          |                                                          | 1699                                                     |
| Jahr                                                     | 1900                                                     | 1910                                                     | 1920                                                     | 1930                                                     | 1940                                                     | 1950                                                     | 1960                                                     | 1970                                                     | 1980                                                     | 1990                                                     |
| Einwohner                                                | 1926                                                     | 2021                                                     | 2025                                                     | 2076                                                     | 2121                                                     | 2290                                                     | 2252                                                     | 2320                                                     | 2207                                                     | 2347                                                     |
| Jahr                                                     | 2000                                                     | 2010                                                     | 2020                                                     | 2030                                                     | 2040                                                     | 2050                                                     | 2060                                                     | 2070                                                     | 2080                                                     | 2090                                                     |
| Einwohner                                                | 2334                                                     | 2165                                                     | 2027                                                     |                                                          |                                                          |                                                          |                                                          |                                                          |                                                          |                                                          |

## Kultur und Sehenswürdigkeiten

### Bauwerke
In Boothbay Harbor wurden mehrere Bauwerke unter Denkmalschutz gestellt und  ins National Register of Historic Places aufgenommen.
- Auld-McCobb House, 1988 unter der Register-Nr. 88000883.[9]
- Boothbay Harbor Memorial Library, 1977 unter der Register-Nr. 77000077.[10]
- Burnt Island Light Station, 1977 unter der Register-Nr. 77000139.[11]
- Pythian Opera House, 2008 unter der Register-Nr. 08001256.[12]
- Ram Island Light Station, 1988 unter der Register-Nr. 87002280.[13]
- Sprucewold Lodge, 2014 unter der Register-Nr. 14000837.[14]

## Wirtschaft und Infrastruktur

### Verkehr
Die Maine State Route 27 verläuft in nordsüdlicher Richtung durch Boothbay Harbor, in westöstlicher Richtung verläuft die Maine State Route 96.

### Öffentliche Einrichtungen
Es gibt mehrere medizinische Einrichtungen und Krankenhäuser in Boothbay Harbor.
In Boothbay Harbor befindet sich die Boothbay Harbor Memorial Library. Sie wurde im Jahr 1906 gegründet und im Jahr 1922 zog sie in die erste Etage des Townsend Buildings. Nachdem bereits 1923 diese Räumlichkeiten zu klein wurden, wurde ein neues Gebäude errichtet und 1924 eröffnet.

### Bildung
Boothbay Harbor gehört mit Boothbay, Edgecomb, Georgetown und Southport Island zum Schulbezirk AOS 98/Rocky Channels School System.
Im Schulbezirk werden folgende Schulen angeboten:
- Boothbay Region Elementary School in Boothbay Harbor, mit Schulklassen vom Kindergarten bis 8. Schuljahr
- Boothbay Region High School in Boothbay Harbor, mit Schulklassen von 9. bis 12. Schuljahr
- Georgetown Central School in Georgetown, mit Schulklassen von Pre-Kindergarten bis 6. Schuljahr
- Edgecomb Eddy School in Edgecomb, mit Schulklassen vom Kindergarten bis 6. Schuljahr
- Southport Central School in Southport, mit Schulklassen von Pre-Kindergarten bis 6. Schuljahr

## Persönlichkeiten

### Söhne und Töchter der Stadt
- Stanley R. Tupper (1921–2006), Politiker

### Persönlichkeiten, die vor Ort gewirkt haben
- Anning Smith Prall (1870–1937),  Politiker